# Сурохів

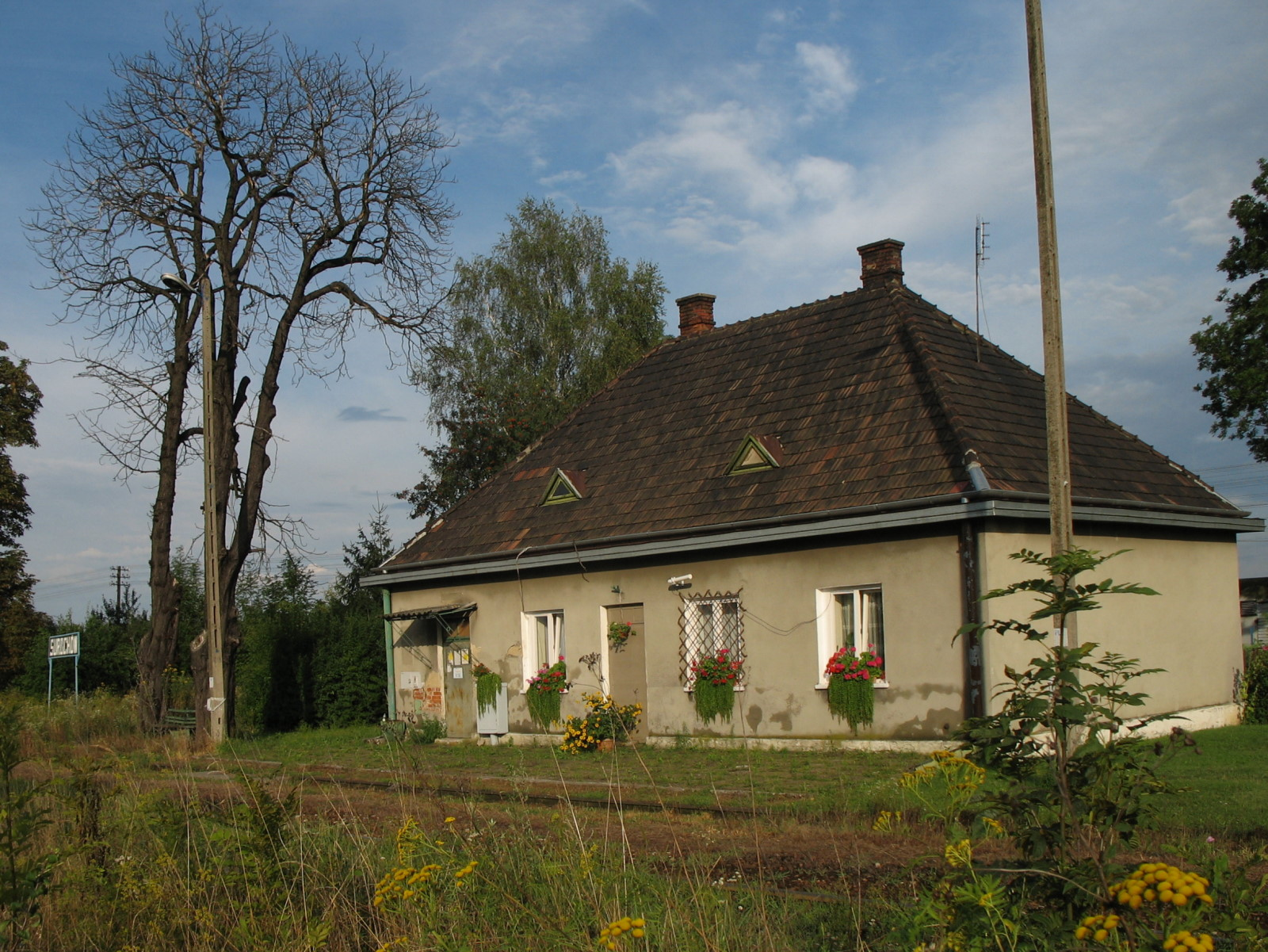
Залізнична станція у Сурохові

Суро́хів (пол. Surochów), первинна назва Сухо́рів, або Сугорів — село в Польщі, у гміні Ярослав Ярославського повіту Підкарпатського воєводства. Розташоване у Надсянні, за 5 км на північний схід від Ярослава.
Населення — 1019 осіб (2011).

## Історія
Відповідно до «Географічного словника Королівства Польського», село містилося у Ярославському повіті, в родючій місцевості, над потоком Шкло. В селі було дві церкви: дерев'яна греко-католицька та мурований костел, збудований 1860 року. В селі були школа, два водні млини, гуральня та залізнична станція (10 км від станції Ярослав).
Це було велике село (1163 мешканців). Більшість населення були греко-католиками — 1037 осіб. Також проживали 100 римо-католиків та 26 юдеїв. До греко-католицької парафії села належали також сусідні села Собятин та Конячів. Через малочисельність римокатоликів не було власної римо-католицької парафії. Місцеві римо-католики належали до парафії міста Ярослав.
В селі містився маєток графів Фредрів. У маєтку народився Александер Фредро, класик польської літератури, комедіограф, поет, масон, дідусь Андрея Шептицького.
1912—1914 — у селі збудували греко-католицьку церкву святої Параскеви, належала до Ярославського деканату Перемишльської єпархії. Фундатором будівництва був Вітольд Чарторийський. Після виселення української громади церкву перетворили на костел св. Міхала.
Після окупації поляками Галичини село входило до Ярославського повіту Львівського воєводства Польщі, а після укрупнення ґмін 1 серпня 1934 року включене до ґміни Муніна. На 01.01.1939 в селі проживало 1690 мешканців, з них 1440 українців-грекокатоликів, 120 українців-римокатоликів, 100 поляків, 20 євреїв і 10 німців. Після анексії СРСР Західної України в 1939 році село включене до Ляшківського району Львівської області.
16 серпня 1945 року Москва підписала й опублікувала офіційно договір з Польщею про встановлення лінії Керзона українсько-польським кордоном. Українці не могли протистояти антиукраїнському терору після Другої світової війни.
15 вересня 1945 року озброєні поляки вдерлись до церкви під час богослужіння та після знущань вбили пароха церкви св. Параскеви Михаїла Плахту, його дружину та сина Юрка. Тоді ж загинуло ще коло 20 інших українців.
22 листопада 1945 року для протидії депортації українського населення з цих теренів сотня «Месники-3» куреня «Месники» Української Повстанської Армії знищила реактивним снарядом залізничний міст біля цієї станції.
1945—1946 — зі села виселили в СРСР 207 українських сімей (1077 осіб). Переселенці опинилися в населених пунктах Тернопільської області.
Решта українців попала в 1947 році під етнічну чистку під час проведення Операції «Вісла» і була депортована на понімецькі землі у західній та північній частині польської держави.
У 1975—1998 роках село належало до Перемишльського воєводства.
З 1887 р. в селі діє однойменна залізнична станція залізничної лінії Сокаль — Ярослав.

## Демографія
Демографічна структура станом на 31 березня 2011 року:
|          | Загалом | Допрацездатний вік | Працездатний вік | Постпрацездатний вік |
| -------- | ------- | ------------------ | ---------------- | -------------------- |
| Чоловіки | 508     | 106                | 367              | 35                   |
| Жінки    | 511     | 94                 | 324              | 93                   |
| Разом    | 1019    | 200                | 691              | 128                  |